# ジョンソン南礁
座標: 北緯9度42分50秒 東経114度17分10秒 / 北緯9.71389度 東経114.28611度

ユニオン堆におけるジョンソン南礁（左下）

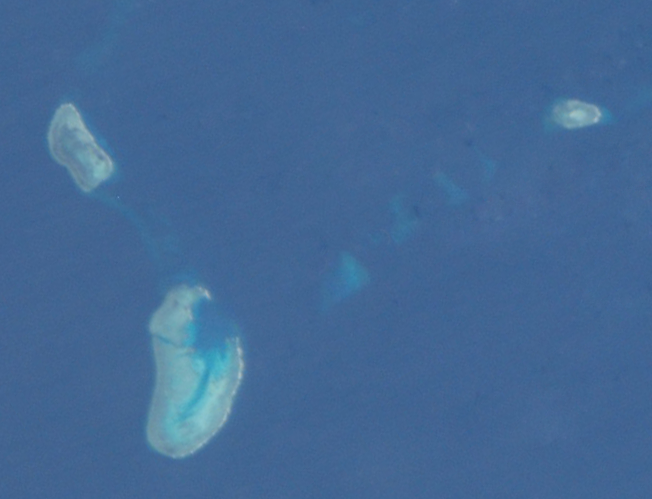
画面左下がジョンソン南礁

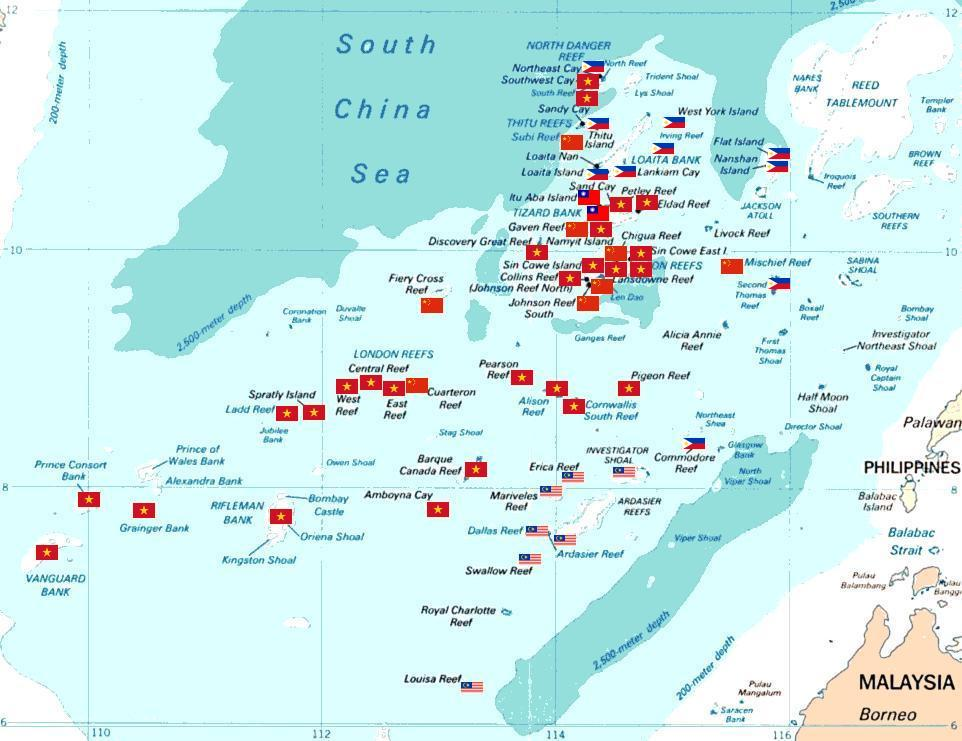
南沙諸島の島々における各国軍領有状況

ジョンソン南礁（ジョンソンみなみしょう、英語: Johnson South Reef、Johnson Reef、中国語: 赤瓜礁（Chì guā jiāo、チーグゥァジァオ）、ベトナム語：Đá Gạc Ma / 𥒥坧麻、タガログ語: Mabini）は、南シナ海 南沙諸島のユニオン堆（英語：Union Banks、中国語: 九章群礁）の南西に位置する岩礁である。ジョンソンサウス礁とも呼ばれる。現在は中華人民共和国が実効支配し、海南省の一部としている。
2016年7月12日、オランダ・ハーグの常設仲裁裁判所は、いわゆる九段線に囲まれた南シナ海の地域について中華人民共和国が主張してきた歴史的権利について、「国際法上の法的根拠がなく、国際法に違反する」とする判断を下した。

## 概要
1988年3月14日、ベトナムが統治していたジョンソン南礁を中国が攻撃した（スプラトリー諸島海戦）。その結果、中国が実効支配し、海面すれすれの岩盤の上に「高脚屋」と呼ばれる木造の小屋を建てて領有権を主張した。後にはコンクリート等で建造物を建築し、「中国 赤瓜」、「祖国万歳」の文字を掲げている。
2010年3月にアメリカのスタインバーグ国務副長官とベイダー国家安保会議アジア上級部長が中国を訪れた際、中国政府は南シナ海を自国の主権および領土保全と関連した「核心的利害」地域と見なしているとの立場を公式に通知している。
中国は少なくとも2012年からこの岩礁の埋め立てを行っているとされ、2014年7月には陸地面積が大幅に拡大するとともに、新たに護岸や桟橋、宿舎と見られるコンテナ形の施設が建設され、宿舎前にはヤシが植栽されていることが確認されている。
2015年10月9日には、5月から建設されていた高さ50mの灯台の完成式典が中国交通運輸部によって行われ、運用を開始した。また太陽光パネルも設置されている。
戦略国際問題研究所（CSIS）の分析では、人工島の面積は約0.11 km2となっている。

### 法的位置づけ
中国はジョンソン南礁周辺に人工建造物を造成し、さらにそのうちの一つを人工島に改造して排他的経済水域 (EEZ) の存在を主張している。ベトナム側の報道によると、本来のジョンソン南礁は、高潮時には海中に沈んでしまうとされているが、これが事実ならば、ジョンソン南礁は低潮高地ということになり、海洋法に関する国際連合条約（国連海洋法条約）に則るとEEZの基線と認められないだけでなく領海の基線としても認められない。つまり、領海、接続水域およびEEZは設定できないということになる。
2016年7月12日の常設仲裁裁判所による裁定で、ジョンソン南礁は国連海洋法条約における低潮時に海面上に現れて高潮時には海中に水没する「低潮高地」ではなく、「人間の居住又は独自の経済的生活を維持することのできない岩」であり、EEZおよび大陸棚を有さないと認定された。

## 地形
ジョンソン南礁の埋め立て部分で最長は約380mある。 